# 83 Dywizja Piechoty (III Rzesza)
83 Dywizja Piechoty (niem. 83. Infanterie-Division) – niemiecka dywizja z czasów II wojny światowej, sformowana na mocy rozkazu z 1 grudnia1939, w 6. fali mobilizacyjnej na poligonie Bergen w X. Okręgu Wojskowym.

## Struktura organizacyjna
- Struktura organizacyjna w grudniu 1939:

251., 257. i 277. pułk piechoty, 183. pułk artylerii, 183. batalion pionierów, 183. oddział rozpoznawczy, 183. oddział przeciwpancerny, 183. oddział łączności, 183. polowy batalion zapasowy;
- Struktura organizacyjna w marcu 1943:

257. i 547. pułk grenadierów, 183. pułk artylerii, 183. batalion pionierów, 183. batalion fizylierów, 183. oddział przeciwpancerny, 183. oddział łączności, 183. polowy batalion zapasowy;
- Struktura organizacyjna w styczniu 1945:

251., 257. i 277. pułk grenadierów, 183. pułk artylerii, 183. batalion pionierów, 83. batalion fizylierów, 183. oddział rozpoznawczy, 183. oddział przeciwpancerny, 183. oddział łączności, 183. polowy batalion zapasowy;
- Struktura organizacyjna w marcu 1945:

251., 412. i 277. pułk grenadierów, 183. pułk artylerii, 183. batalion pionierów, 83. batalion fizylierów, 183. oddział rozpoznawczy, 183. oddział przeciwpancerny, 183. oddział łączności, 183. polowy batalion zapasowy;

## Dowódcy dywizji
- General Kurt von der Chevallerie 1 XII 1939 – 10 XII 1940;
- Generalleutnant Alexander von Zülow 10 XII 1940 – 3 II 1942;
- Generalleutnant Adolf Sinzinger 12 II 1942 – 2 XI 1942;
- Generalleutnant Theodor Scherer 2 XI 1942 – 1 III 1944;
- Generalleutnant Wilhelm Heun 1 III 1944 – 29 VI 1944;
- General Heinrich Götz 29 VI 1944 – 22 VIII 1944;
- Generalleutnant Wilhelm Heun 22 VII 1944 – 27 III 1945;
- Generalmajor Maximilian Wengler 27 III 1945 – 26 IV 1945;